# NGC 2006
NGC 2006 (другое обозначение — ESO 86-SC8) — рассеянное скопление в созвездии Золотая Рыба.
Этот объект входит в число перечисленных в оригинальной редакции «Нового общего каталога».
Составляет гравитационно-связанную пару с скоплением SL 538. Скопления имеют различия в возрасте и химическом составе, но, скорее всего, они вызваны разными историями химического обогащения. Возможно, они образовались в неустойчивом звёздообразовательном комплексе, который распался на отдельные фрагменты, но вследствие приливного захвата образовавшиеся в них скопления стали физической парой.